# Ulrich Härter
Ulrich Härter (* 28. März 1925 in Berlin; † 1. September 2016 in Dortmund) war ein deutscher Maler.

## Leben
1945 begann Ulrich Härter mit dem Studium der Freien Malerei an der Hochschule für Bildende Künste in Berlin, 1949 wurde er von Karl Hofer zum Meisterschüler ernannt. 1951/52 erhielt er ein Stipendium für ein Studienjahr bei Fernand Léger durch das französische Hochkommissariat in Deutschland. 1961 bis 1962 folgte ein Aufenthalt in einem Haus des Schriftstellers Günter Grass in Paris und 1964 bis 1965 ein Studienjahr in Olevano Romano bei Rom, einem Haus der Berliner Akademie der Künste.
Seit 1968 war Härter Lehrkraft an der Fachhochschule Dortmund für Freie + Experimentelle Malerei, 1969 wurde er zum Professor berufen. Seine Emeritierung erfolgte 1986.

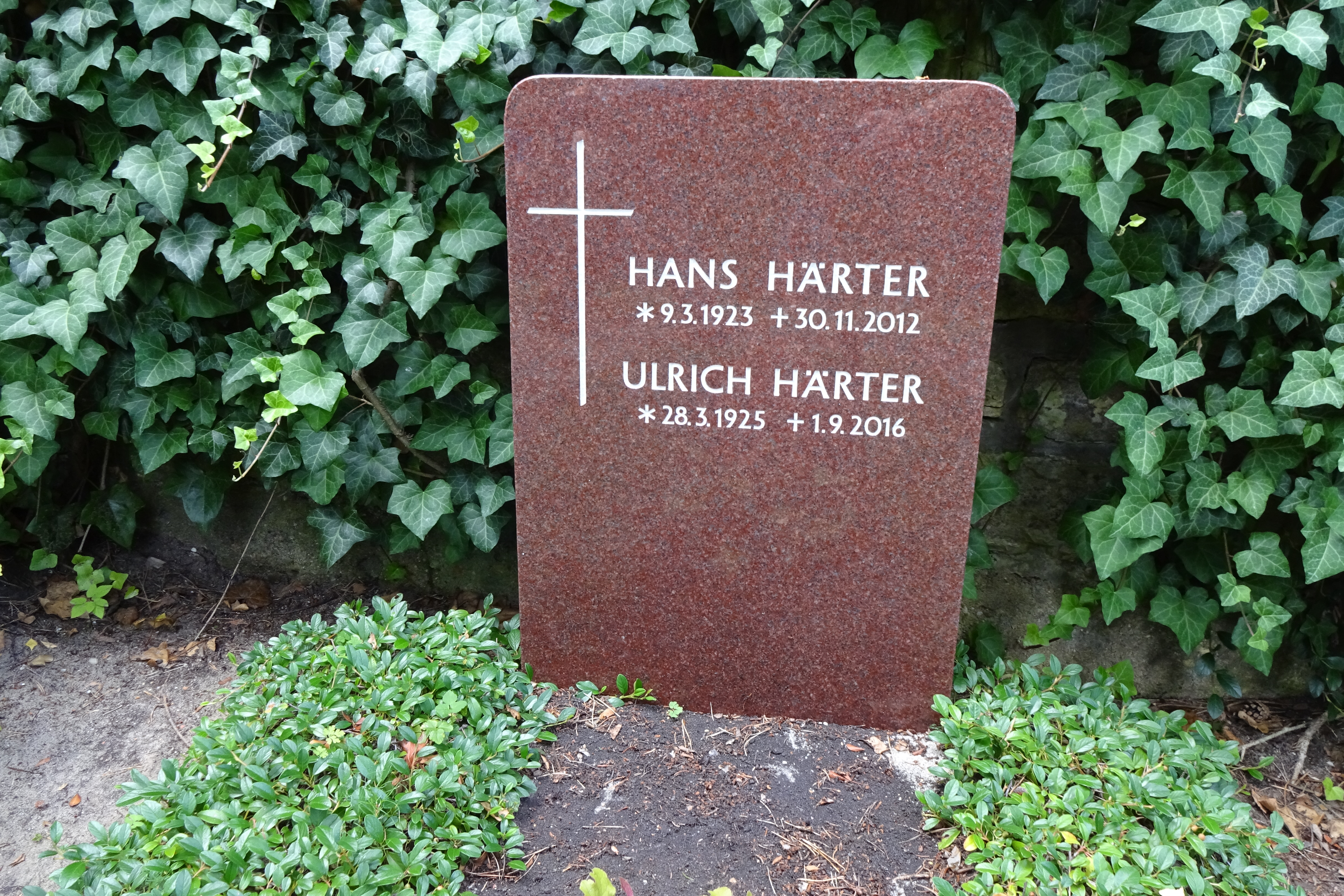
Grab von Ulrich Härter auf dem Friedhof Heerstraße in Berlin-Westend

Härter lebte und arbeitete in Dortmund und Südfrankreich. Er war verheiratet und hatte einen Sohn.
Ulrich Härter starb am 1. September 2016 im Alter von 91 Jahren in Dortmund. Sein Grab befindet sich auf dem landeseigenen Waldfriedhof Heerstraße in Berlin-Westend (Grablage: II-W1-47).

## Werk
Seine Arbeiten befinden sich in öffentlichen Sammlungen, der Berliner Nationalgalerie, der Städtischen Galerie Schloss Oberhausen, dem Museum der Stadt Rheine und Frechen und in zahlreichen Privatsammlungen. Seine gegenständliche Malerei zeigt Porträts und Gruppenbilder, Landschaften und Stillleben, Industrie- und Stadtansichten. Ein Teil seines Werkes setzt sich mit dem Terror des Nationalsozialismus in Deutschland auseinander.

## Ausstellungen (Auswahl)
- 1967, Ulrich Härter. Ölbilder, Städtische Galerie, Schloss Oberhausen
- 1. Februar – 26. März 2008: Ulrich Härter. Bilder 1946 – 2007, Galerie Taube, Berlin
- 1990, 8 Künstler in Lünen, Kunstverein Lünen